# Сен-Мартен (Вале)
Сен-Мартен (фр. Saint-Martin VS) — громада в Швейцарії в кантоні Вале, округ Еран.

## Географія
Громада розташована на відстані близько 90 км на південь від Берна, 9 км на південний схід від Сьйона.
Сен-Мартен має площу 37 км², з яких на 2,5 % дозволяється будівництво (житлове та будівництво доріг), 31,2 % використовуються в сільськогосподарських цілях, 46,2 % зайнято лісами, 20 % не є продуктивними (річки, льодовики або гори).

## Демографія
2019 року в громаді мешкало 838 осіб (-5,8 % порівняно з 2010 роком), іноземців було 5,8 %. Густота населення становила 23 осіб/км².
За віковим діапазоном населення розподілялося таким чином: 15,9 % — особи молодші 20 років, 53,6 % — особи у віці 20—64 років, 30,5 % — особи у віці 65 років та старші. Було 381 помешкань (у середньому 2,1 особи в помешканні).
Із загальної кількості 224 працюючих 17 було зайнятих в первинному секторі, 75 — в обробній промисловості, 132 — в галузі послуг.